# Michael de Leeuw
Michael Jeroen Maarten Michiel de Leeuw (* 7. Oktober 1986 in Goirle) ist ein niederländischer Fußballspieler. Im Jahr 2010 wurde er Torschützenkönig der zweiten niederländischen Liga und zum Talent des Jahres 2010 ernannt. 2015 konnte er mit dem FC Groningen den KNVB-Pokal gewinnen.

## Karriere
Michael de Leeuw begann das Fußballspielen bei RKTVV Tilburg. Zur Saison 2007/08 wechselte er dann in die Nachwuchsabteilung des niederländischen Erstligisten Willem II Tilburg.
Zwei Jahre später wechselte er in die erste Mannschaft des Zweitligisten SC Veendam. Dort konnte er sich als Stammspieler etablieren, als er in seiner ersten Saison 25 Tore in 36 Spielen erzielen konnte und Torschützenkönig wurde. Außerdem wurde ihm der Titel „Talent des Jahres“ verliehen. Mehrere Eredivisie-Clubs wollten das Talent verpflichten, de Leeuw entschied sich jedoch dafür, bei Veendam zu bleiben.
Ein Jahr später wechselte er dann zu De Graafschap. Dort spielte er dann sein erstes Jahr in der Eredivisie. Am Ende der Saison erreichte die Mannschaft jedoch den 17. Tabellenplatz. In der Relegation musste sich der Verein nach einem 0:0 auswärts und einem 1:1 im eigenen Stadion gegen den FC Den Bosch geschlagen geben. Aufgrund des Abstiegs verließ er den Verein und schloss sich zur Saison 2012/13 dem FC Groningen an.
Den ersten Spieltag mit Groningen verpasste er aufgrund einer Gelbsperre aus dem Vorjahr. Dafür gab er an diesem Spieltag sein Debüt für die zweite Mannschaft von Groningen, als er beim 2:0-Sieg gegen Volendam II sein erstes Tor erzielen konnte. Den Rest der Saison spielte er dann für die erste Mannschaft. Am 30. September 2012 erzielte er gegen beim 3:2-Sieg Roda Kerkrade seinen ersten Hattrick. In der Saison 2014/15 konnte er mit Groningen den KNVB-Pokal gewinnen, als PEC Zwolle im Finale mit 2:0 besiegt wurde. In der Saison 2015/16 war er zeitweise Kapitän der Mannschaft.
Am 17. Mai 2016 gab Chicago Fire bekannt, dass sie de Leeuw verpflichten. Er erhielt einen Vertrag mit einer Laufzeit von drei Jahren bis 2018. Der Verein hat eine Option diesen für ein Jahr zu verlängern. Sein Debüt für Chicago gab er am 10. Juli 2016 gegen Toronto FC. Am 1. Oktober 2017 zog er sich im Spiel gegen den New York City FC einen Kreuzbandriss zu. In der Saison 2018 spielte er nur neunmal für Chicago, die Mannschaft konnte darüber hinaus die Play-offs nicht erreichen.
Im Januar 2019 kehrte de Leeuw in die Niederlande zurück und wechselte zur Rückrunde der Saison 2018/19 der Eredivisie ablösefrei zum Aufsteiger FC Emmen. Nach drei Spielzeiten bei Emmen kehrte de Leeuw zurück zum FC Groningen, den er aber nach einer Saison wieder verließ und sich stattdessen Mitte August 2022 dem Willem II Tilburg, der zur neuen Saison 2022/23 in die zweite niederländische Liga abgestiegen war, anschloss. de Leeuw unterschrieb dort einen Vertrag bis Sommer 2024. Im Sommer 2024 wechselte er zum SC Cambuur nach Leeuwarden und unterzeichnete dort einen Vertrag für eine Saison.

## Erfolge
- KNVB-Pokal: Sieger 2015
- Torschützenkönig in der Eerste Divisie 2010
- Talent des Jahres 2010